# こもだ
こもだは、日本の漫画家、原画家、イラストレーター。別名義薦田ロボ。

## 作品
- はむはむソフト「フラグへし折り男」キャラデザ・原画・他販促等
- fortissimo//Ein wichtiges recollection
- 出撃!! 乙女たちの戦場〜闇を切り裂く、にび色の徹甲弾〜
- 捕食ゲーム ～生きたまま丸呑み～
- 捕食ゲーム2 ～さようなら。丸呑み～
- 真・蟻地獄
- 宇宙刑事ステラバン
- 甘え母 希美「だめよ、そんなにお母さんを求めないで……」
- ディバインハート マキナ 外伝06 ～衝撃の丸呑敗北!～
- 略奪牝ブリーダー ～奪われた恋人 狂わされた人妻～
- 魔王さまは男の娘!
- 犯され勇者III ～勇者なのに、ビンカンすぎるボクのおちんちん…～
- 強いられ妻・穂乃香 エロい体はあの背徳の快感を忘れられない
- サポ待ちJK ～援助してくれるオジサン募集中! 諭吉次第で中出しもOK!～
- 父娘愛 ～いけない子作り2～
- セイカツ! ～みんな大好き! 極めて、えろラボ!～
- 螢火ノ少女
- 魔法少女征服宣言 ～世界征服なんてしない～
- ぼくがボクに興奮するわけがないっ! ～お姉ちゃんの弟女装教育～
- ご近所ヅキ合い ～隣人美人母娘交際～
- 教え子は魔法少女 ～ちなみに俺は教師で怪人～
- 巨乳deキャンプ ～俺のテントは準備完了! 美人母娘とfire!～
- リベンジポルノ
- 美人巨乳教師媚薬調教
- 姉、あまえて! ～2人の姉と身も心もトロける性活～
- 魔法少女が全裸で土下座! ～屈辱に濡れるごめんなさい～
- おいしゃさんレイパー2
- 俺だけのアイドル -eyeの才能-
- 依存症ノ姉
- もうすぐ夏休み! 2